# 小毛足鼠
小毛足鼠（学名：Phodopus roborovskii），又名沙漠侏儒倉鼠或羅伯羅夫斯基倉鼠，俗稱老公公鼠，为仓鼠科毛足鼠属的动物，分佈於戈壁沙漠以及周邊地區，包括整個蒙古的荒漠和草原、毗鄰的哈薩克斯坦、俄羅斯的圖瓦以及中國北部。在中国大陆，分布于陕西、青海、内蒙古、甘肃、山西、宁夏、辽宁、吉林、新疆等地，多栖息于荒漠、半荒漠、开垦地附近。该物种的模式产地在甘肃祁连山沙拉果勒河上游。该物种最早由俄罗斯探险家弗谢沃洛德·伊万诺维奇·罗伯罗夫斯基记录，并于1903年由康斯坦丁·萨杜宁发表。
小毛足鼠为夜行性动物，野生的小毛足鼠体重一般约23克。主要以植物种子为食，是沙地生态系统的重要成员。该物种出生时体重为1.44克
小毛足鼠常作为宠物饲养，是所有的寵物倉鼠中體型最小的一種，可以活約三到三年半左右。家养的小毛足鼠体重最多可达到40g。